# Gonzalo Facio

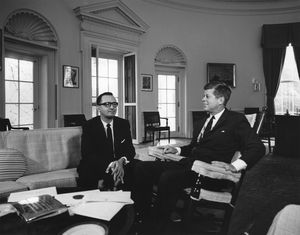
Gonzalo Facio und John F. Kennedy (Juli 1962)

Gonzalo Justo Facio Segreda (* 28. März 1918 in San José; † 24. Januar 2018) war ein costa-ricanischer Politiker und Diplomat, der unter anderem zweimal Außenminister war.

## Leben
Facio war in den 1950er Jahren Mitglieder der Legislativversammlung von Costa Rica (Asamblea Legislativa de Costa Rica) und zwischen 1953 und 1956 deren Präsident. Im Anschluss übernahm er Funktionen im diplomatischen Dienst und war zunächst als Nachfolger von Fernando Fournier vom 17. August 1956 und seiner Ablösung durch Manuel G. Escalante Duran am 19. Juni 1958 erstmals Botschafter in den Vereinigten Staaten.
Als Nachfolger von José Rafael Oreamuno Flores wurde er am 11. Juni 1962 erneut Botschafter in den USA und übte dieses Amt bis zu seiner Ablösung durch Fernando Ortuño Sobrado am 17. Juni 1966 aus. Gleichzeitig war er zwischen 1962 und 1966 auch als Botschafter in Kanada akkreditiert.
Am 8. Mai 1970 wurde Facio von Präsident José Figueres Ferrer als Nachfolger von Fernando Lara Bustamante zum Außenminister Costa Ricas ernannt und bekleidete dieses Ministeramt auch unter dem Nachfolger von Figueres Ferrer, Daniel Oduber Quirós, bis zu seiner Ablösung durch Wilburg Jiménez Castro 1976. Am 9. September 1971 wurde ihm das Großkreuz des Ordens des Infanten Dom Henrique von Portugal verliehen. Am 25. Juli 1976 traf er sich mit seinen Amtskollegen Alejandro Montiel Argüello (Nicaragua), Adolfo Molina Orantes (Guatemala) und Roberto Palma Cálves (Honduras) auf der Soto Cano Air Base um über die Auswirkungen des sogenannten Fußballkrieges zu sprechen, einen Konflikt zwischen Honduras und El Salvador vom 14. bis zum 18. Juli 1969.
1977 folgte er Jiménez Castro erneut im Amt des Außenministers und übte diesen Posten bis zum Ende der Amtszeit von Oduber Quirós am 8. Mai 1978 aus.
Als Nachfolger von Danilo Jiménez Veiga wurde er am 22. Juli 1990 zum dritten Mal Botschafter in den USA und verblieb dort bis zu seiner Ablösung durch Sonia Picado Sotela am 11. August 1994. Zuletzt war er zwischen 1998 und 2001 Botschafter in Mexiko.
Aus seiner Ehe mit Ana Franco Calzia de Facio gingen zwei Töchter hervor, Ana Catalina Facio de Marshall sowie die Filmschauspielerin und Filmproduzentin, Giannina Facio de Fahrner. Sein Schwiegersohn ist der bekannte britische Filmregisseur Ridley Scott.